# Evangelische Kirche (Niederwalgern)

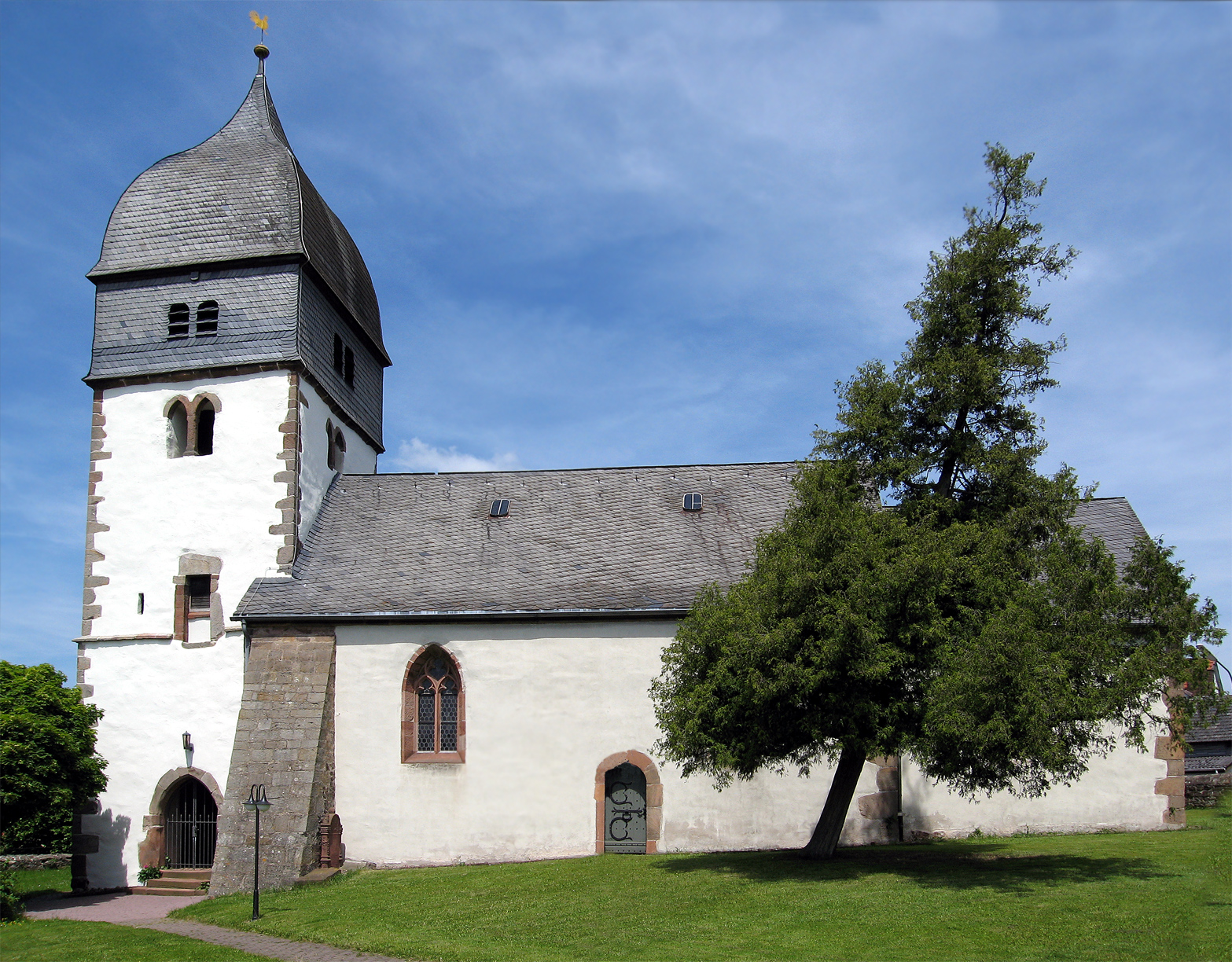
Niederwalgern, evangelische Kirche

Die evangelische Kirche Niederwalgern ist ein denkmalgeschütztes Kirchengebäude, das im Ortsteil Niederwalgern der Gemeinde Weimar (Lahn) im Landkreis Marburg-Biedenkopf (Hessen) steht. Die Kirche gehört zur Kirchengemeinde Niederwalgern-Oberwalgern im Kirchspiel Unteres Lahntal im Kirchenkreis Marburg des Sprengels Marburg in der Evangelischen Kirche von Kurhessen-Waldeck.

## Beschreibung
Die ehemalige Wehrkirche, eine Saalkirche mit einem Kirchturm im Westen, einem Kirchenschiff und einem eingezogenen Chor im Osten wurde in der zweiten Hälfte des 12. Jahrhunderts erbaut. Im Laufe der Jahrhunderte wurde die Kirche baulich immer wieder verändert. Der Kirchturm war lange Zeit nur über eine Holztreppe zugänglich, die an seiner Vorderseite schräg über den Eingang hinweg ins erste Obergeschoss führte. Sein Erdgeschoss bildet ein Vestibül zum Kirchenschiff. 1896/1897 erhielt er auf seiner Rückseite einen Zugang über ein Treppenhaus, nachdem ein nördliches Seitenschiff nach einem Entwurf vom Kreisbaurat Bernhard Zölffel angebaut worden war. Dabei wurde das steinerne Kreuzgratgewölbe des Mittelschiffs durch ein hölzernes Tonnengewölbe mit Zugankern ersetzt. 
Zwei Pfeiler an den Seitenwänden, die das ursprüngliche Steingewölbe getragen hatten, tragen seit dem 20. Jahrhundert die Statuen des Petrus und des Paulus. Im Seitenschiff und über dem Eingang zur Kirche wurden nach dem Anbau des Seitenschiffes hölzerne Emporen eingebaut. Die heutige Kanzel und die Kirchenbänke stammen aus dem 19. Jahrhundert. Das Altarkreuz stammt aus dem 17. Jahrhundert. Ein Sakramentshaus von 1479 steht im Chor.